# Севільська тайфа
Севі́льська та́йфа або Ішбілійська тайфа (араб. طائفة إشبيليّة‎, Ta'ifat-u Ishbiliyyah) — у 1023–1091 і 1144—1150 роках незалежна ісламська монархічна держава на Піренейському півострові зі столицею в місті Севілья (арабською — Ішбілія). Одна із тайф-еміратів (князівств), які виникли після розпаду Кордовського халіфату. Була знищена Альморавідами. Розташовувалася на землях сучасної південної Іспанії та південної Португалії. XI століття Севільська тайфа була одним із культурних центрів Аль-Андалуса. Там проживало багато письменників. Еміри Аль-Мутадід та його син Аль-Мутамід культивували поезію, започатковану в цьому мистецтві поетом Ібн Аммаром. Сини Аль-Мутаміда були також відомі своїми творами.

## Історія

### Поява Севільської тайфи
Севільська тайфа була однією з останніх територій, що підкорялися Кордовському халіфату. Так сталося оскільки Севілья всередині халіфату користувалася певною автономією, якій не заважали ні бербери, ні «сакаліба». Згодом Ісмаїл ібн Аббад каді севільської автономії зосередив абсолютну владу у своїх руках, а після своєї смерті в 1019 році передав її своєму синові Абу уль-Касіму .

### Правління Абу уль-Касіма (1023—1042)

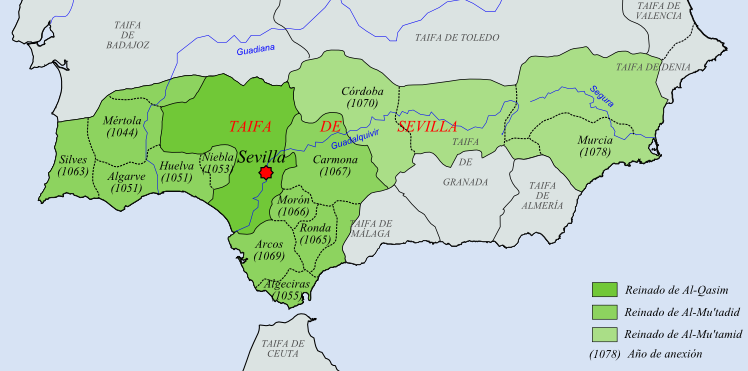
Королівство Севілья у своєму найбільшому масштабі в зеленому кольорі(близько 1080)

Першим еміром Севільї був родом із Сирії Абу аль-Касім (1023—1042). Саме він проголосив незалежність від Кордовського халіфату. Це трапилося 1 жовтня 1023 року тоді, коли Абу уль-Касім відмовив у в'їзді до міста вигнаному кордовському халіфу Аль-Касіму аль-Мамуну тим самим перетворивши місто Севільї на незалежну тайфу. Від початку свого панування він намагався зміцнити свою позицію як правителя. З часом Абу уль-Касім представив себе політичним і релігійним спадкоємцем Кордовського халіфату, який щойно в 1031 році остаточно розпався. В самій Кордові було встановлено республіку, що спричинило до протистояння між повставшими тайфам і початку експансіоністської політики, яку використовуватиме Севільська тайфа.
За правління бадахоського правителя Абдаллаха розпочалися тривалі війни Севільї із сусідньою Бадахоською тайфою. Так, севільці під проводом Мухаммада в спілці з правителем Кармони взяли в облогу Бежу, розбили війська ібн-Тайфура із Мертоли, що йшли на підмогу обложеним, і здобули місто, вирізавши більшу частину його населення. Один із синів Абдаллаха потрапив у полон і був конвойований до Кармони. Він звільнився 1030 року (421 року за ісламським календарем), коли обидві сторони уклали мир. Втім протистояння між Бадахосом і Севільєю продовжилося. Зокрема, 26 листопада 1033 року, або 15 листопада 1034 року (425 року за ісламськими календарем), коли син севільського правителя Ісмаїл повертався разом із Абдалаххом з військового походу на Леонське королівство, бадахосці по зрадницькі напали на нього в районі Ла-Паса. Севільці були биті, а сам Ісмаїл ледве врятувався, вислизнувши до Оксоноби.
В остані роки свого правління Абу уль-Касім здійснив кампанії проти тайфів Бадахос , Гранада , Малага, зазнавши поразки від їх коаліції 5 жовтня 1039 року в битві при Есісі. За всю історію свого правління Абу уль-Касім воював не лише з мусульманськими тайфами а також безперервно і успішно вів війни проти християнських королів Фердинанда I Кастильского і Раміро I Арагонського . Після його смерті в 1042 році його наступником став його син Аль-Му'тадід.

### Правління Аль-Му'тадіда (1042—1069)
Аббад II (1042—1069) негайно зміцнив свої позиції проти берберських тайфів . Також йому вдалося зміцнити свою владу одружившись на доньці еміра тайфи Денія . Під час свого правління Аль-Му'тадід продовжив територіальну експансію, розпочату його батьком проти тайфи Кармона . З метою розширення свого королівства на захід він напав на тайфи Нібла та Мертола . Це змусило інших правителів тайфів сформувати коаліцію проти нього, до якої долучилися правителі тайфи Бадахос , Гранада , Малага та Альхесірас (1058) . Тим самим розв'язалася війна між аббадіями Севільї та афтасіями Бадахосу, яка тривала кілька років. Та навіть при таких умовах Аль-Му'тадідові вдалося перемогти своїх ворогів та анексувати деякі тайфи, такі як тайфу Мертола (1044), Уельва і Алгарве (1051), Нібла (1053) і Альхесірас (1055).
Аббад II шукав не лише ворогів а також союзників. В Кордовській тайфі відбувалася боротьба за спадщину свого батька між двома братами. Ця боротьба за владу над тайфой ще більше дестабілізувало розвалену республіку. Абд аль-Маліку вдалося перемогти свого брата та він отримав повну владу над країною. Тоді він звернувся за допомогою до еміра Севільї Аббада II аль-Му'тадіда. Це створило співпрацю між Кордовою та Севільєю. Але ця співпраця між ними не зупинила Аль-Мамуна, еміра Толедської тайфи, який послав армію для облоги Кордови та захоплення Абд аль-Маліка. Від цього моменту розпочалася Толедська окупація Кордови. Аббад II вирішив завоювати Кордову всупереч пораді свого старшого сина Ісмаїла, який через це організував змову проти свого батька, яка після невдачі змусила Аль-Му'тадіда наказати обезголовити свого спадкоємця. Ця подія стала поворотним пунктом у правлінні Аль-Му'тадіда . Хоча йому вдалося все ще підкорити берберські тайфи Сілвес (1063) Ронди (1065), Морон (1066), Кармона (1067) і Аркос (1069), він був змушений сплачувати данину християнському королю Фердинанду I .

### Правління Аль-Му'таміда (1069—1091)
Ще у 1053 році Аль-Мутамід син Аббада II був оголошений наступником після страти свого старшого брата Ісмаїла за зраду. Аль-Мутамід служив губернатором завойованої тайфи Сільвеш але у 1069 році після смерті свого батька він успадкував трон. Аль-Му'тамід виділявся як поет і створив дуже вишукану культуру в Севільї, але також він продовжив територіальну експансію Севільї. В 1070 році йому вдалося відвоювати Кордову, яка знаходилася під Толедською окупацією, розгромивши армію Толедо. Але замість того, щоб звільнити Кордовську республіку, він захопив і приєднав її до Севільської тайфи на чолі якої поставив одного зі своїх синів. Ця анексія становила загрозу для Толедської тайфи, власне тому емір якої Аль-Мамун захопив місто та стратив молодого принца у 1075 році. Аль-Мамун емір тайфи Толедо заволодів містом, де потім був отруєний. Аль-Мутамід намагався відвоювати Кордову протягом 3 років, та йому це вдалося лише у 1078 році.
Незабаром після цього, в тому самому році (1078), його вчитель, друг і міністр, поет Ібн Аммар (Абенамар) спланував приєднання Тайфи Мурсії до Севільського тайфи та переконав Аль-Му'таміда призначити його губернатором. Власне в той момент Севільська тайфа досягла свого максимального територіального розширення. Але Абенамар вирішив зрадити Аль-Му'таміда проголосивши себе незалежним від свого володаря і цим він розірвав відносини з Аль-Мутамідом. Ібн Аммар правив Мурсією протягом 1080—1082 років, поки не був скинутий одним зі своїх лейтенантів, який почав керувати цим регіоном до 1090 року, визнававши теоретично суверенітет Севільї. Севільський емір спочатку був схильний до помилування, але пізніше був обурений, прочитавши перехоплений лист, який Абенамар надіслав зі своєї камери, і вбив його голими руками.
У той час, напередодні інтервенції Альморавідів на півострові, Севільська тайфа була найважливішою з андалузьких держав після того як анексувала менші держави на півдні.
Аль-Му'тамід намагаючись уникнути виплат париям (данини для хрестиянських королів), про які його батько домовився з Кастильським королівством, змусило Альфонсо VI обложити Севілью. Тим не менш, династія Аббадів відчувала небезпеку через військові успіхи Кастилії в Арагоні, Валенсії та особливо через падіння Толедської тайфи в 1085 році під проводом короля Альфонсо VI . Цей факт змусив Аль-Му'таміда разом з іншими володарями тайфів звернутися за допомогою до Альморавідів, які висадилися на півострові в 1086 році і оселилися на площі Альхесірас, яку їм поступив севільський король. Однак, зупинивши і розгромивши християнські війська в битві при Залаці, Альморавіди бачачи слабкість мусульманських держав Піренейського півострова, розпочали в 1090 році захоплення тайфів Аль-Андалуса. Севільська тайфа не стала вийнятком. У 1091 році після того, як Альморавіди спустошили місто Севілья, Аль-Мутамід, щоб врятувати свої життя, наказав своїм синам здати королівську фортецю (де знаходиться сучасний Севільський Алькасар). Саме в такий спосіб впала Севільська тайфа та перестала існувати. Самого Аль-Му'таміда було вислано до Магрибу, де він загинув у 1095 році в Агматі, поблизу Марракеша.

## Культура
З другої половини XI століття в місті виробляли різноманітний люстрований посуд . У долині Ебро було знайдено кілька предметів глянцевого посуду, що вказує на прикраси, знайдені схожі на кераміку, виготовлену в Севільській тайфі. На цих керамічних виробах є написи двох аббадідських правителів Севільї, які ідентифікуються за їхніми іменами та титулами. Ці виробничі центри діяли під владою емірів Аббадідів протягом кількох десятиліть наприкінці 11 століття.

## Символи
Хроніки згадують час, коли Альморавіди воювали під білим прапором, тоді як андалузькі воїни, такі як емір Аль-Мутамід, воювали під різними зеленими прапорами з написаними на них ісламськими текстами. Ймовірно, це стало походженням нинішнього прапора Андалузії, як прапора автономного регіону Іспанії.

### Монографія
- Guichard, Pierre. Historia de España/ 3, Al-Andalus: musulmanes y cristianos (siglos VIII—XIII). Planeta, 1989.

### Довідники
- García Sanjuán, Alejandro. 'Abd Allah b. Muhammad b. Maslama b. al-Aftas // Diccionario Biográfico Español... Madrid: Real Academia de la Historia, 2009. Vol. 1.